# Targa Florio 1932
La Targa Florio 1932 (XXIII Targa Florio) est un Grand Prix qui s'est tenu sur le petit circuit des Madonies en utilisant les routes de Sicile le 8 mai 1932.

## Ordre de départ
| Pos. | no | Pilote      | Châssis    | Heure du départ |
| ---- | -- | ----------- | ---------- | --------------- |
| 1    | 2  | D'Ippolito  | Alfa Romeo | 9 h 0           |
| 2    | 2  | Cazzaniga   | Bugatti    | 9 h 3           |
| 3    | 3  | Rondina     | OM         | 9 h 6           |
| 4    | 4  | Brivio      | Alfa Romeo | 9 h 9           |
| 5    | 5  | Chiron      | Bugatti    | 9 h 12          |
| 6    | 6  | Borzacchini | Alfa Romeo | 9 h 15          |
| 7    | 7  | Fagioli     | Maserati   | 9 h 18          |
| 8    | 8  | Ruggeri     | Maserati   | 9 h 21          |
| 9    | 9  | Rosa        | Bugatti    | 9 h 24          |
| 10   | 10 | Nuvolari    | Alfa Romeo | 9 h 27          |
| 11   | 11 | Biondetti   | MB         | 9 h 30          |
| 12   | 12 | Varzi       | Bugatti    | 9 h 33          |
| 13   | 13 | Ghersi      | Alfa Romeo | 9 h 36          |
| 14   | 14 | De Maria    | Fiat       | 9 h 39          |
| 15   | 15 | Sciandra    | Fiat       | 9 h 42          |
| 16   | 16 | Sartorelli  | Bugatti    | 9 h 45          |

## Classement de la course
| Pos  | no | Pilote                       | Écurie                    | Châssis               | Tours | Temps/Abandon                    | Départ |
| ---- | -- | ---------------------------- | ------------------------- | --------------------- | ----- | -------------------------------- | ------ |
| 1    | 10 | Tazio Nuvolari               | Scuderia Ferrari          | Alfa Romeo Monza      | 8     | 7 h 15 min 50 s 6 (79,296 km/h)  | 10     |
| 2    | 6  | Baconin Borzacchini          | Scuderia Ferrari          | Alfa Romeo Monza      | 8     | + 5 min 39 s 2                   | 6      |
| 3    | 5  | Louis Chiron Achille Varzi   | Privé                     | Bugatti Type 51       | 8     | + 19 min 30 s 0                  | 5      |
| 4    | 13 | Pietro Ghersi Antonio Brivio | Scuderia Ferrari          | Alfa Romeo Monza      | 8     | + 22 min 14 s 4                  | 13     |
| 5    | 8  | Amedeo Ruggeri               | Officine Alfieri Maserati | Maserati 8C 2800      | 8     | + 34 min 25 s 8                  | 8      |
| 6    | 3  | Silvio Rondina               | Privé                     | OM 665                | 8     | + 1 h 23 min 47 s 4              | 3      |
| Abd. | 14 | Emmanuele de Maria           | Privé                     | Fiat 509S             | 5     | Embrayage                        | 14     |
| Abd. | 11 | Clemente Biondetti           | Privé                     | MB Spéciale           | 3     |                                  | 11     |
| Abd. | 9  | Archimede Rosa               | Privé                     | Bugatti Type 35B      | 3     | Accident                         | 9      |
| Abd. | 4  | Antonio Brivio               | Scuderia Ferrari          | Alfa Romeo Monza      | 3     | Freins                           | 4      |
| Abd. | 2  | Carlo Cazzaniga              | Privé                     | Bugatti Type 37       | 2     | Feu                              | 2      |
| Abd. | 1  | Guido D'Ippolito             | Scuderia Ferrari          | Alfa Romeo 6C 1750 GS | 2     | Ressort                          | 1      |
| Abd. | 7  | Luigi Fagioli                | Officine Alfieri Maserati | Maserati 8C 2800      | 1     | Boite de vitesses                | 7      |
| Abd. | 12 | Achille Varzi                | Privé                     | Bugatti Type 51       | 1     | Boite de vitesses, fuite d'huile | 12     |
| Abd. | 16 | Francesco Sartorelli         | Privé                     | Bugatti Type 37A      | 0     | Ressort                          | 16     |
| Np.  | 15 | Vincenzo Sciandra            | Privé                     | Fiat 509S             | 0     | Non partant                      | 15     |
| Np.  |    | Ernesto Maserati             | Officine Alfieri Maserati | Maserati              |       | Non partant                      |        |
| Np.  |    | « Di Castro »                | Privé                     | OM                    |       | Non partant                      |        |
| Np.  |    | Costantino Magistri          | Privé                     | OM                    |       | Non partant                      |        |
| Np.  |    | Franco Cortese               | Privé                     | Alfa Romeo 6C 1750    |       | Non partant                      |        |
| Np.  |    | Secondo Corsi                | Privé                     | Maserati Tipo 26      |       | Non partant                      |        |

- Légende: Abd.=Abandon ; Np.=Non partant

## Record du tour
- Pole position :  Guido D'Ippolito (Alfa Romeo) départ à 9 h 0.
- Meilleur tour en course :  Tazio Nuvolari (Alfa Romeo) en 52 min 56 s 6 (81,596 km/h) au deuxième tour.

## Tours en tête
- Tazio Nuvolari : 8 tour (1-8)

## À noter
- Exceptionnellement, le no 13 est au départ (Pietro Ghersi sur Alfa Romeo).